# Gallerani Licinio & Figlio
Das Unternehmen Gallerani Licinio & Figlio, abgekürzt Gallerani oder als Akronym GLEF, wurde Anfang der 1950er Jahre im zur Gemeinde Cento (FE) gehörenden Ortsteil Renazzo in Italien gegründet und stellte von 1954 bis 1958 landwirtschaftliche Traktoren her.

## Technische Daten
Zunächst entstand der Typ HP 35, der von 1954 bis 1956 gebaut wurde. Er hatte einen luftgekühlten Zweizylinder-Deutz-Dieselmotor des Typs F2L514, der bei 110 mm Bohrung und 140 mm Hub 2660 cm³ hatte und 36 PS (26 kW) bei 1600/min entwickelte. Das Getriebe hatte sechs Vorwärts- und zwei Rückwärtsgänge, die Geschwindigkeit des Traktors lag bei min. 3,6 und max. 24,2 km/h. Bei 2,60 m Länge, 1,50 m Breite, 1,30 m Höhe und einem Radstand von 1,60 m wog das Fahrzeug 1750 kg. Der Tank fasste 40 Liter, die Reifengröße war 5.50-16 (vorne) und 11-28 (hinten). Von 1954 bis 1956 entstanden 29 Exemplare.
Der nächste Typ war etwas kleiner und hieß HP 25. Auch er hatte einen luftgekühlten Zweizylinder-Deutz-Dieselmotor, jedoch des Typs F2L612, der bei 90 mm Bohrung und 120 mm Hub 1526 cm³ hatte und 26 PS (19 kW) bei 2100/min entwickelte. Das Getriebe hatte ebenfalls sechs Vorwärts- und zwei Rückwärtsgänge, die Geschwindigkeit des Traktors lag bei min. 3,4 und max. 24,7 km/h. Bei 2,46 m Länge, 1,46 m Breite, 1,10 m Höhe und einem Radstand von 1,48 m wog das Fahrzeug 1400 kg. Der Tank fasste 30 l, die Reifengröße war 5.00-15 (vorne) und 10-24 (hinten). Von 1955 bis 1958 entstanden 65 Stück.
Als Einzelexemplare bzw. in ganz wenigen Stücken entstanden Ende der 1950er Jahre noch Traktoren mit 20, 40 und 50 PS, über die aber keine detaillierten Daten vorliegen.